# RKO Pictures
RKO Pictures, Inc., RKO Radio Pictures, Inc. – jedna z hollywoodzkich wytwórni filmowych lat 30. i 40. XX w., która zajmowała się produkcją i dystrybucją filmów. Jej początki istnienia wiążą się z korporacją RCA, która promując własny patent kina dźwiękowego, odrzuciła propozycję współpracy z istniejącymi wytwórniami i założyła osobne przedsiębiorstwo produkcji i dystrybucji filmów RKO. 
Choć RKO nie wykształciła własnego modelu kina i nie stworzyła stabilnej struktury organizacyjnej, osiągnęła sukces finansowy dzięki takim filmom jak m.in. King Kong, Obywatel Kane i Wspaniałość Ambersonów Orsona Wellesa i musicalami z Ginger Rogers i Fredem Astaire’em.
W latach 50. studio zaczęło podupadać i chociaż próby przywrócenia jego pozycji podjął nawet ekscentryczny milioner Howard Hughes, to ostatecznie zostało zlikwidowane.
Polskie biuro RKO Pictures istniało w II Rzeczypospolitej i mieściło się w Warszawie przy ulicy Marszałkowskiej 130. Spółka wydawała własny periodyk filmowy „Fundamenty”.